# Farman F.200
Le Farman F.200 est un avion civil construit en France dans les années 1930 par Farman. 

## Variantes
F.200
F.201
F.202
F.203
F.204
F.205
F.206